# Euvespivora decipiens
Euvespivora decipiens är en tvåvingeart som först beskrevs av Walker 1859.  Euvespivora decipiens ingår i släktet Euvespivora och familjen parasitflugor. Inga underarter finns listade i Catalogue of Life.